# الانتخابات الرئاسية الأوكرانية 2014
الانتخابات الرئاسية الأوكرانية هي الانتخابات الرئاسية التي عقدت في 25 ماي 2014. وفاز فيها المرشح المستقل بترو بوروشنكو من المرحلة الأولى بينه وبين مرشحة حزب كل الأوكرانيين يوليا تيموشينكو.